# Sasso (Asiago)
Sasso (Stoan en Cimbro) est la seule frazione de la commune d'Asiago, dans la province de Vicence.
Sasso est composé de onze quartiers : Chiesa (le principal), Lobba, Mori, Grulli, Sprunch, Gianesoni, Colli, Cotti, Ecchelen, Ruggi et Caporai.

## Géographie physique
En raison d'événements historiques, la ville est située dans une position marginale par rapport au reste du territoire municipal, occupant son extrémité sud-est au centre d'un étroit couloir qui s'étend du Col del Rosso à la confluence des Val del Sasso et Val Frenzela dans le val Stagna. La liaison la plus directe avec la capitale (14 km) se fait par la départementale 72.

## Histoire
Le toponyme Sasso fait référence à la nature du lieu .
Sasso commence à avoir sa propre identité territoriale et économique après l'ouverture de la Calà del Sasso, construite par la municipalité de Gallio à la fin du XIVe siècle, sous la domination de Gian Galeazzo Visconti.
Il est probable que la naissance de la localité ait été favorisée par la municipalité d'Asiago, encourageant les familles à s'y installer, à créer leur propre couloir vers le Calà. En effet, les premières maisons du Sasso datent de 1503, à la même époque où la route a été réaménagée .
La région a été fortement touchée par les événements de la Première Guerre mondiale, en particulier après la déroute de Caporetto lorsque, lors des batailles des Tre Monti (it) , le front se tenait tout près de Sasso : tous les villages ont été détruits et la population, encore deux ans plus tôt, à la suite de l'offensive de printemps, forcée de se réfugier.

## Économie et traditions
L'économie sylvo-pastorale était la seule ressource de cette localité montagnarde, et de nombreux habitants du Sasso se sont spécialisés dans la production de charbon de bois avec le système bien connu du « poiato », c'était un « combustible » très précieux et indispensable dans les villes de la plaine vénitienne. Mais déjà en 1800 avec l'avènement de Napoléon Bonaparte et les problèmes économiques qui en découlent, de nombreuses familles durent émigrer vers diverses régions boisées d'Italie, elles arrivèrent également en Yougoslavie (Slovénie et Croatie) et en France (Alsace). Plus tard de nombreuses autres familles durent quitter leurs terres pour chercher du travail, de sorte que les Rossi, les Stefani et les Baù, les trois patronymes les plus courants des Sasso, se retrouvent partout dans le monde jusqu'en Australie: Julian Stefani, ancien sénateur de l'État d'Australie-Méridionale, est originaire du Sasso.
Avec la reprise économique qui a eu lieu après la guerre et l'augmentation du tourisme, il y a eu une augmentation de l'emploi. De nombreuses activités artisanales et commerciales ont vu le jour, dont l'activité d'extraction du marbre.
La plus grande vivacité du Sasso se trouve également au travers un groupe de jeunes, qui font partie de la Société sportive du Sasso, qui s'engagent dans diverses activités, pas seulement sportives, pour maintenir la frazione en vie. Parmi les activités les plus importantes, qui impliquent également le reste des villageois, il y a la traditionnelle " Procession aux flambeaux de Calà del Sasso " organisée chaque année en collaboration avec la paroisse. C'est une excursion unique au crépuscule le long des 4 444 marches de la route historique commençant aux flambeaux de la Piazza San Marco, à Valstagna, pour arriver, après 700 m d'altitude, sur la place de Sasso. La procession aux flambeaux veut se souvenir d'une histoire d'amour de 1632 avec une fin heureuse. Les croyances populaires locales disent également que « si deux amants parcourent le Calà ensemble, main dans la main, ils s'aimeront pour toujours ».

## Monuments et lieux d'intérêt

### Église paroissiale
La première église de Sasso, déjà alors dédiée à Sant'Antonio di Padova, a été construite vers la fin du XVIe siècle par les habitants, en raison de l'éloignement excessif de l'archiprêtre d'Asiago. Le premier évêque de Padoue à la visiter fut Marco Corner en 1602, qui accorda la célébration d'une messe pour conférer la communion aux malades. Lors de la visite pastorale effectuée par Grégoire Barbarigo en 1687, la présence d' un vicaire permanent a été signalée qui a officié les célébrations et enseigné la doctrine chrétienne. Au début du XIXe siècle, à la demande du curé d'Asiago, l'église put conserver le Saint-Sacrement et possédait ses propres fonts baptismaux. Le 16 avril 1951, les demandes des habitants sont acceptées et Sasso est élevée de curazia à parocchia, démembrant le territoire de Lusiana et d'Asiago, .
On sait que le bâtiment avait été récemment reconstruit lorsque l' évêque Gianfrancesco Barbarigo le visita en 1723. Vingt ans plus tard, son successeur Carlo Rezzonico retrouve le clocher et la sacristie et accorde l'ouverture d'un cimetière. L'édifice actuel, de style néogothique, a été construit entre 1902 et 1906. Endommagé pendant la Grande Guerre, il a été restauré à la suite de la visite pastorale de 1952. Le clocher a été inauguré en 1958, .
À l'intérieur méritent d'être mentionnés, la porte du tabernacle en laiton et argent repoussé de Luciano Bartoli (1955), le confessionnal néogothique en bois de Pietro Dalla Vecchia ( 1929 ) et le chemin de croix en plâtre peint (1925 - 1935).

### Cala del Sasso

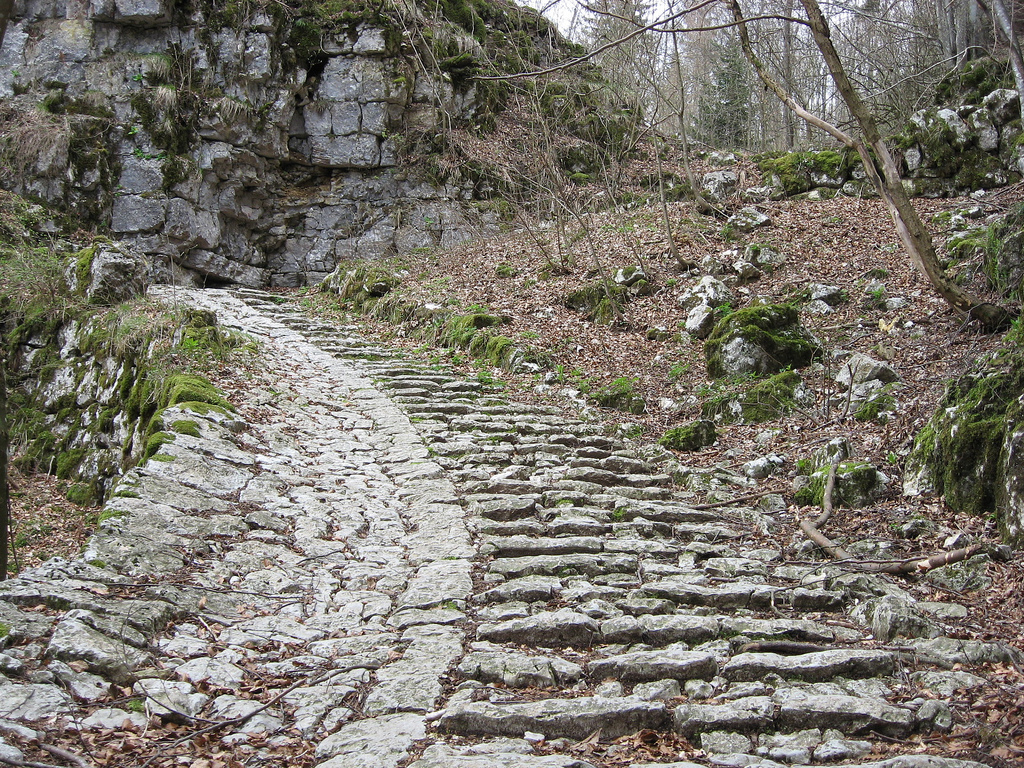
Calà del Sasso

Il s'agit d'un escalier raide en pierre, construit vers la fin du XIVe siècle par la municipalité de Gallio afin de créer une connexion avec le canal de la Brenta qui éviterait le transit par Foza, où des droits de douane avaient été imposés. Constituée de 4 444 marches en calcaire gris, flanquées d'une gouttière pour laisser glisser les bois, elle descend à travers les bois du Val del Sasso jusqu'à l'église de Valstagna, située sur la rive droite de la Brenta ,.
Gravement endommagée lors de la crue de 1966, il a connu dans les années 2000 une profonde restauration. Il est encore complètement accessible en suivant le sentier 778 qui depuis la localité de Lebo di Valstagna, au deuxième virage de la route provinciale pour Foza, mène à la route de Scausse à partir de laquelle on peut rejoindre rapidement Contrà Chiesa di Sasso  .

### Monument à Sarfatti
Situé sur le col d'Ecchele, il a été construit par sa mère Margherita Sarfatti en 1935 pour commémorer son fils Roberto (it), caporal du 6e Régiment alpin (it)  tombé, à peine dix-sept ans, lors des batailles des Tre Monti (it). Sarfatti est le seul mineur à avoir reçu la médaille d'or de la valeur militaire.
L'œuvre a été conçue par l'architecte de Côme, Giuseppe Terragni.

### Museo dei Tre Monti
Le Museo dei Tre Monti abrite des vestiges de guerre remontant à la Première Guerre mondiale et notamment aux batailles des Tre Monti, avec une section italienne, une française et une autrichienne.